# Formula Renault 3.5 Series 2007
Navigation
2006 2008

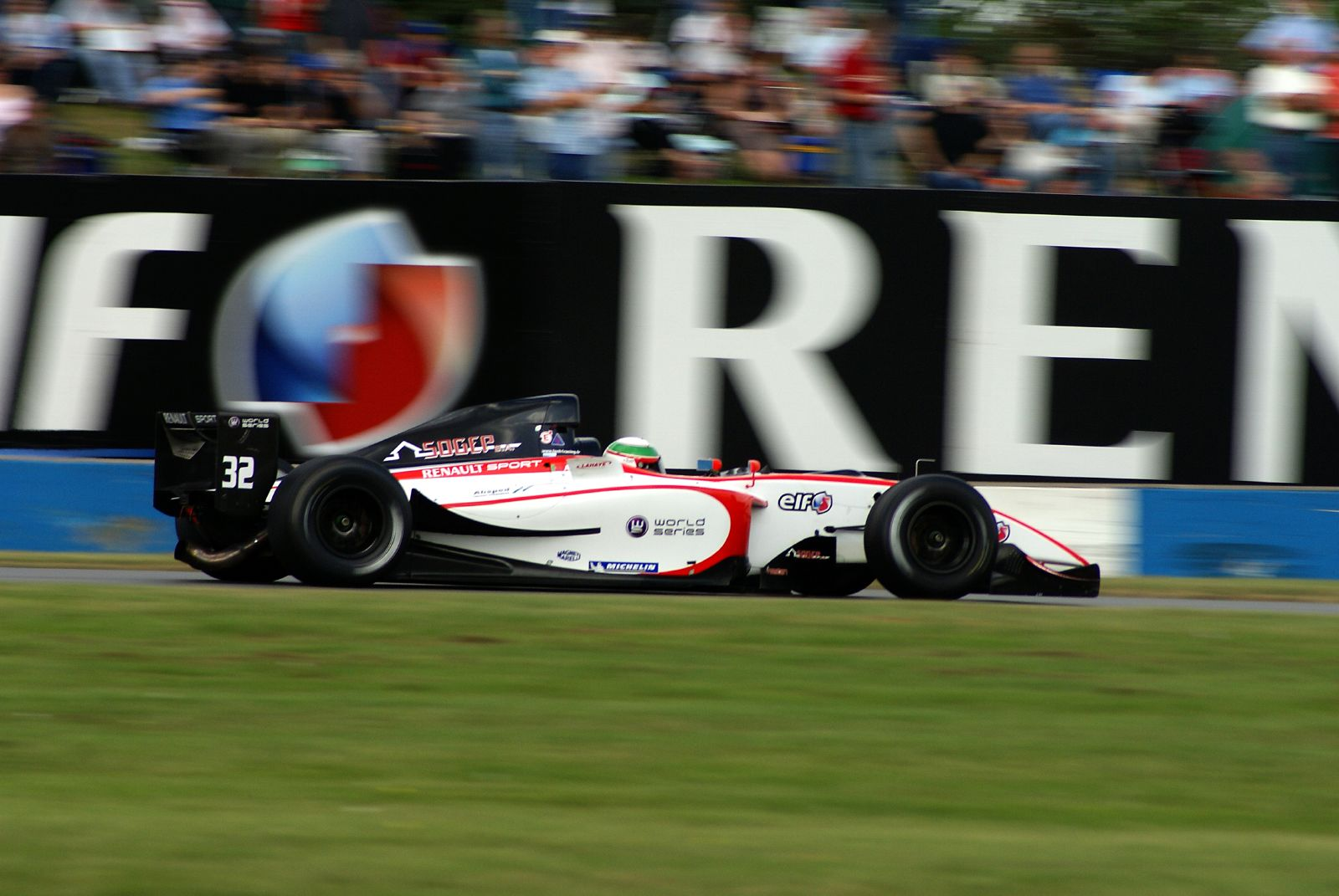
Álvaro Parente, champion des World Series by Renault, édition 2008.

Le championnat de Formula Renault 3.5 Series 2007 s'est déroulé au sein des World Series by Renault et a été remporté par le Portugais Alvaro Parente sur une monoplace de l'écurie française Tech 1 Racing.

## Règlement sportif
- Chaque week-ends de compétition comporte deux courses (sauf celui de Monaco). La grille de départ de la 1re course est établie par une séance de qualification tandis que celle de la deuxième course est établie suivant l'ordre d'arrivée de la première course, avec inversion des positions pour les 10 premiers (le 10e de la première course s'élance donc de la pole position dans la deuxième course)
- L'attribution des points s'effectue selon le barème 15,12,10,8,6,5,4,3,2,1 dans la première course du week-end
- L'attribution des points s'effectue selon le barème 12,10,8,6,5,4,3,2,1 dans la première course du week-end
- Des points sont également attribués à l'issue de la séance de qualification au cours de laquelle les pilotes sont répartis en deux groupes. Les trois pilotes les plus rapides de chaque groupe inscrivent respectivement 4, 2 et 1 points.
- L'auteur du meilleur tour en course inscrit 2 points.

## Courses de la saison 2007
| Date         | Lieu              | Vainqueur          | Nationalité | Equipe            |
| 14 avril     | Monza             | Mikhail Aleshin    | Russie      | Carlin Motorsport |
| 15 avril     | Monza             | Salvador Duran     | Mexique     | Interwetten       |
| 5 mai        | Nürburgring       | Sebastian Vettel   | Allemagne   | Carlin Motorsport |
| 6 mai        | Nürburgring       | Davide Valsecchi   | Italie      | Epsilon Euskadi   |
| 27 mai       | Monaco            | Alvaro Parente     | Portugal    | Tech 1 Racing     |
| 14 juillet   | Hungaroring       | Filipe Albuquerque | Portugal    | Epsilon Euskadi   |
| 15 juillet   | Hungaroring       | Alejandro Nunez    | Espagne     | Team Comtec       |
| 18 août      | Spa-Francorchamps | Alvaro Parente     | Portugal    | Tech 1 Racing     |
| 19 août      | Spa-Francorchamps | Miloš Pavlović     | Serbie      | Draco             |
| 8 septembre  | Donington         | Álvaro Barba       | Espagne     | Draco             |
| 9 septembre  | Donington         | James Walker       | Royaume-Uni | Fortec Motorsport |
| 22 septembre | Magny-Cours       | Ben Hanley         | Royaume-Uni | Prema Powerteam   |
| 23 septembre | Magny-Cours       | Guillaume Moreau   | France      | KTR               |
| 20 octobre   | Estoril           | Miguel Molina      | Espagne     | Pons Racing       |
| 21 octobre   | Estoril           | Miloš Pavlović     | Serbie      | Draco             |
| 27 octobre   | Barcelone         | Miguel Molina      | Espagne     | Pons Racing       |
| 28 octobre   | Barcelone         | Ben Hanley         | Royaume-Uni | Prema Powerteam   |

## Classement des pilotes
| Classement | Pilote               | Pays        | Équipe              | Nombre de points |
| ---------- | -------------------- | ----------- | ------------------- | ---------------- |
| 1er        | Alvaro Parente       | Portugal    | Tech 1 Racing       | 129              |
| 2e         | Ben Hanley           | Royaume-Uni | Prema Powerteam     | 102              |
| 3e         | Miloš Pavlović       | Serbie      | Draco               | 96               |
| 4e         | Filipe Albuquerque   | Portugal    | Epsilon Euskadi     | 81               |
| 5e         | Sebastian Vettel     | Allemagne   | Carlin Motorsport   | 74               |
| 6e         | Giedo Van der Garde  | Pays-Bas    | Victory Engineering | 67               |
| 7e         | Miguel Molina        | Espagne     | Pons Racing         | 66               |
| 8e         | Salvador Duran       | Mexique     | Interwetten         | 64               |
| 8e         | Álvaro Barba         | Espagne     | Draco               | 64               |
| 10e        | Julien Jousse        | France      | Tech 1 Racing       | 62               |
| 11e        | Fairuz Fauzy         | Malaisie    | Cram Competition    | 51               |
| 12e        | Mikhail Aleshin      | Russie      | Carlin Motorsport   | 44               |
| 13e        | Marco Bonanomi       | Italie      | RC Motorsport       | 44               |
| 14e        | Guillaume Moreau     | France      | KTR                 | 43               |
| 15e        | Clivio Piccione      | Monaco      | RC Motorsport       | 42               |
| 16e        | Davide Valsecchi     | Italie      | Epsilon Euskadi     | 37               |
| 17e        | Bertrand Baguette    | Belgique    | KTR                 | 34               |
| 18e        | Alejandro Nunez      | Espagne     | Team Comtec         | 31               |
| 19e        | James Walker         | Royaume-Uni | Fortec Motorsport   | 19               |
| 20e        | Yelmer Buurman       | Pays-Bas    | Fortec Motorsport   | 15               |
| 21e        | Carlos Iaconelli     | Brésil      | Pons Racing         | 13               |
| 22e        | Michael Ammermüller  | Allemagne   | Carlin Motorsport   | 12               |
| 23e        | Celso Miguez         | Espagne     | Eurointernational   | 10               |
| 24e        | Charlie Kimball      | États-Unis  | Victory Engineering | 7                |
| 25e        | Robert Wickens       | Canada      | Carlin Motorsport   | 6                |
| 26e        | Pasquale di Sabatino | Italie      | GD Racing           | 2                |
| 27e        | Pippa Mann           | Royaume-Uni | Cram Competition    | 1                |